# Kleine zwartwitmot
De kleine zwartwitmot (Ethmia quadrillella) is een vlinder uit de familie van de grasmineermotten (Elachistidae). De spanwijdte is 15 tot 19 millimeter. Het verspreidingsgebied van de vlinder loopt door Eurazië. De vlinder overwintert als pop.

## Waardplant
De kleine zwartwitmot heeft smeerwortel, vergeet-mij-nietje, gevlekt longkruid en glad parelzaad als waardplanten.

## Voorkomen in Nederland en België
De kleine zwartwitmot is in Nederland en in België een algemene soort. De vliegtijd is van mei tot half september in één of twee generaties.